# Ação coletiva
A ação coletiva é a busca de um objetivo ou um conjunto de objetivos por mais de uma pessoa. É um termo que tem formulações e teorias em muitas áreas das ciências sociais.

## Na Sociologia
Como uma explicação dos movimentos sociais, um inquérito sobre ação coletiva envolve examinar os fatores que causam o estabelecimento de normas de integração social, bem como os fatores que conduzem a padrões de desvio e conflito. Uma explicação de uma ação coletiva em sociologia vai envolver a explicação das coisas que são semelhantes ou não a ações coletivas em tempos diferentes e em lugares diferentes. Teorias da ação coletiva enfatizar como o comportamento do grupo pode, em certo sentido, estar ligado a instituições sociais.

## Em ciência política e economia
A expressão se generalizou no léxico da política, em decorrência do livro A Lógica da Ação Coletiva: Bens Públicos e a Teoria de Grupos, escrito por Mancur Olson em 1965. Trata-se de uma contribuição de enorme relevância para o estudo da Ciência Política por constituir o fundamento da que ficou conhecida como Teoria dos Grupos, texto que explica por que o comportamento coletivo difere do comportamento individual das pessoas e dos grupos organizados como grupos de pressão e grupos de interesse, que constituem parte vital da Ciência Política.
A teoria econômica da ação coletiva se preocupa com a provisão de bens públicos (e de consumo coletivo), através da colaboração de dois ou mais indivíduos, e do impacto das externalidades sobre o comportamento do grupo. É mais comumente referido como Escolha Pública.
Além de economia, a teoria tem encontrado muitas aplicações na ciência política, sociologia, comunicação, antropologia e ambientalismo.

### O Problema de ação coletiva
O termo "problema de ação coletiva" descreve uma situação em que pessoas empenhadas em uma ação - da qual sejam potenciais beneficiárias - devem necessariamente realizá-la em coletivo, posto que seus custos associados tornariam implausível a qualquer um fazê-lo sozinho.